# Dipartimento di Pikine
Il dipartimento di Pikine (fr. Département de Pikine) è un dipartimento del Senegal, appartenente alla regione di Dakar. Il capoluogo è la città di Pikine.
Si trova nella parte centrale della regione di Dakar, nella penisola di Capo Verde. Il territorio è molto densamente abitato e interamente urbanizzato.
Il dipartimento di Rufisque è diviso in 3 arrondissement, a loro volta suddivisi in 16 communes d'arrondissement:
- Niayes
- Dagoudane
- Thiaroye